# Aquiraz
Aquiraz est une ville brésilienne de l'État du Ceará. Sa population était estimée à 77 717 habitants en 2015. La municipalité s'étend sur 481 km2.
Elle fait partie de la région métropolitaine de Fortaleza.

## Maires
| Période | Période | Identité | Étiquette | Qualité |
| ------- | ------- | -------- | --------- | ------- |
| 2009    | 2012    | Edson Sá | PMDB      |         |

## Tourisme
Le parc d'attractions aquatiques Beach Park est situé dans la ville.